# Blaťácké zlato
Blaťácké zlato je druh měkkého sýra se zlatooranžově zbarveným povrchem s těstem pružné konzistence nezaměnitelně sýrově mléčné, delikátně hořkomandlové (až mírně do oříškova), nakyslé až lehce navinulé chuti. Jedná se o obdobu italského typu sýra Bel Paese. Podíl sušiny činí 48,3 %. Svoji charakteristickou pružnou a vláčnou konzistenci si zachovává i při sníženém obsahu tuku. Je doporučován ke svěžím bílým vínům (např. Veltlínské zelené, Neuburské, Müller Thurgau).
Vyrábí se v kulatých bochnících o 1500 gramech, počítá se s trvanlivostí 30 dní. Produkují se i varianty se zeleným pepřem či vlašskými ořechy v těstě. Průměrné výživové hodnoty ve 100 gramech výrobku jsou udávány v těchto hodnotách:
- Energie: 1375 kJ / 331 kcal
- Tuky: 27 g
- Bílkoviny: 21 g
- Sacharidy: 1,1 g

## Původ a výroba
Vyrábí se v provozu Madety (do roku 2018 v obci Řípec, pak došlo k přesunutí výroby) nedaleko Veselí nad Lužnicí. Tam jej také začalo vyrábět mlékárenské družstvo táborské od roku 1939, poté co v roce 1938 vybudovali vlastní provoz sýrárny a přivezli z Itálie sýr druhu Bel Paese, podle nějž se Blaťácké zlato začalo vyrábět.
Přivezené mléko se pasterizuje a pak se ve velkých kádích míchá a zahřívá. Při tom se přidají do mléka přesně určené kultury bakterií, které mají největší vliv na jeho chuťové i fyzické vlastnosti. Při 36 °C se přidává syřidlo, které během chvíle srazí mléko na měkký gel. Ve správný okamžik začnou hmotu prořezávat automatizované struny na větší kostky. Ty se znovu míchají a zahřívají, aby se vytvořilo tzv. sýrové zrno, mléčné bílkoviny se smršťují a vypuzují vodu ve formě syrovátky. Ve chvíli, kdy je zrno velikosti fazolek, začíná se z něj tvořit sýr. Následují další kroky výrobního postupu. Jako měkký sýr se Blaťácké zlato nelisuje, ale jen se mnohokrát obrací, aby z něj odtekla přebytečná syrovátka. Bochníčky v tu chvíli bílého sýra se také připařují, opět zchlazují a máčejí v solném nálevu (nesolený čerstvý sýr má jen slabě nasládlou chuť). Dříve zrály bochníky ve sklepích a přitom se na něm vytvářel charakteristický žlutý maz, dnes se již na povrchu přibarvuje přírodními barvivy a poté balí do speciálních obalů, v nichž zraje čtyři až šest týdnů.
Vyrábí se také ve variantách se zeleným pepřem a ořechy. 